# Juan Luis Pacheco de Céspedes
Juan Luis Pacheco de Céspedes (Manzanillo, Cuba, 1853 - Moquegua, Perú, 27 de enero de 1895) fue un militar cubano. Combatió en la guerra de los Diez Años en Cuba y posteriormente en el ejército del Perú durante la Guerra del Salitre. Falleció en la guerra civil peruana de 1894-1895 combatiendo en el bando pierolista.

## Biografía
Nacido en la ciudad de Manzanillo en 1853, era sobrino del coronel Carlos Manuel de Céspedes a quien acompañó en el grito de Yara, el ataque a Bayamo y la toma de Santiago de Cuba donde se proclamó la Primera República. Durante la lucha por la independencia de su patria frente al dominio español, Pacheco de Céspedes conoció al joven voluntario peruano Leoncio Prado, hijo del entonces presidente del Perú Mariano Ignacio Prado, quien, como muchos otros jóvenes americanos atraídos por el romanticismo que representaba unirse a la lucha por la libertad de la última colonia española en América, habíase unido a la causa de los patriotas cubanos, que por entonces propugnaba el ideólogo José Martí. Como camarada y compañero de armas de Leoncio Prado participó en la sangrienta toma del vapor español Moctezuma que luego los rebeldes bautizaron "Céspedes" y pusieron al servicio de la revolución.

## Postguerra
Finalizada la guerra de los diez años en la isla, con la victoria española y el Pacto de Zanjón; y al tener noticias de la declaratoria de guerra de Chile a Perú y Bolivia en 1879, Leoncio Prado decide volver a Perú a defender su patria natal, acompañado por su amigo y camarada Pacheco Céspedes. Incorporado el militar cubano al ejército peruano en Tarapacá es nombrado jefe de bagajes, mas no sería hasta la caída de Pisagua e Iquique en manos chilenas cuando adquiriría un rol más activo en la guerra. Dirigiría la columna guerrillera Sama-Pachia formada por voluntarios del valle tacneño y que tras la batalla del Alto de la Alianza actuarían en las zonas altas de los departamentos de Tacna y Moquegua hostigando a las fuerzas de ocupación chilenas mediante la guerra de guerrillas en la cual se había formado en Cuba. Fue junto con Leoncio Prado y Gregorio Albarracín uno de los líderes guerrilleros más importantes de la resistencia en el sur peruano, aunque sería también el único de los tres que sobreviviría a la guerra. Entre 1881 y 1883 realizó una serie de correrías en las serranías tacneñas y moqueguanas atacando constantemente a las guarniciones chilenas sin que estas nunca pudieran apresarlo o destruir la fuerza que mandaba adquirió por ello perdurable fama entre la población local. Las acciones militares más importantes que protagonizó fueron el combate de Calientes y el primer y segundo combate de Pachía. Finalizada la guerra, pasó a Bolivia, donde llevó una vida de aventuras hasta que, afianzado el gobierno del general Andrés Avelino Cáceres, retornó a Perú en 1886. Por esos años contrajo matrimonio en Lima con la señora Dorina Herze y Dulce.

## Muerte
Cuando en 1895 se inició la revolución pierolista se unió a ella y volvió a actuar en el lugar de sus antiguas campañas, es decir Tacna y Moquegua, manteniendo en zozobra a las autoridades y fuerzas gobernantes, por lo que fue enviado en su contra el comandante Héctor García, al mando de una importante columna del ejército de línea, quien libró un combate, el día domingo 27 de enero de 1895, en las inmediaciones del pueblo de Torata, con los entusiastas, aunque mal armados revolucionarios, acaudillados por Pacheco Céspedes, quienes no obstante su inferioridad material se batieron denodadamente durante tres horas, cayendo mortalmente herido durante la acción, el coronel Pacheco Céspedes, su jefe. Tras su muerte fue sepultado en el cementerio del pueblo de Torata, último escenario de una vida de heroísmo, aventura y leyenda.